# Centralny Urząd Geologii
Centralny Urząd Geologii – jednostka organizacyjna rządu, powołana w celu prowadzenia prac geologicznych, poszukiwawczych i rozpoznawczych złóż kopalin, zasobów wód podziemnych i zasad ochrony bogactwa mineralnego kraju.

## Powołanie Urzędu
Na podstawie ustawy z 1960 r. o prawie geologicznym ustanowiono Centralny Urząd Geologii.

## Zakres działania Urzędu
Na podstawie rozporządzenia Rady Ministrów 1961 r. w sprawie szczegółowego zakresu działania Centralnego Urzędu Geologii i organów do spraw geologii prezydiów wojewódzkich rad narodowych.
Do zakresu działania Urzędu należały sprawy:
- ogólnej polityki w zakresie badań budowy geologicznej kraju, poszukiwania i rozpoznawania złóż kopalin, poszukiwania i rozpoznawania zasobów wód podziemnych oraz rozwiązywania podstawowych problemów geologiczno-inżynierskich z uwzględnieniem perspektyw, kierunki, proporcji i tempa rozwoju przemysłu i budownictwa, zgodnie z potrzebami gospodarki narodowej,
- ustalania w porozumieniu z zainteresowanymi ministrami - kierowników urzędów centralnych kierunków prac geologicznych oraz ich koordynacji,
- sporządzania projektów perspektywicznych, wieloletnich i rocznych zbiorczych planów prac geologicznych ma podstawie własnych, resortowych i terenowych projektów planów tych prac,
- inicjowania i opracowywanie metod planowania i sprawozdawczości w zakresie prac geologicznych w porozumieniu z zainteresowanymi naczelnymi organami administracji państwowej,
- analizy stanu rozpoznania budowy geologicznej kraju i stanu zabezpieczenia planowanych inwestycji rozpoznaniem geologicznym oraz analizy wykorzystania wyników prac geologicznych przy projektowaniu i realizacji inwestycji,
- bilansowania zasobów złóż kopalin i opiniowania wykorzystania krajowej bazy surowców mineralnych,
- ewidencjonowania zasobów złóż zasobów wód podziemnych,
- zatwierdzenia projektów badan geologicznych i dokumentacji geologicznej w zakresie ustalonym przepisami,
- nadzoru i kontroli nad prowadzeniem badań i sporządzaniem dokumentacji geologicznej dla potrzeb przemysłu kluczowego,
- archiwizacji materiałów geologicznych i ustalania wytycznych w zakresie udostępniania i rozpowszechniania wyników prac geologicznych i dokumentacji geologicznych,
- koordynacji działalności resortowych służb geologicznych,
- ustalania w porozumieniu z zainteresowanymi resortami zasad tworzenia, rejonizacji specjalizacji przedsiębiorstw geologicznych oraz zasad organizacji i metod pracy tych przedsiębiorstw,
- wytycznych w zakresie udzielania zezwoleń na prowadzenie prac geologicznych przez jednostki niepaństwowej,
- inicjowania, organizowania i koordynacji prac w zakresie wprowadzania postępu technicznego w pracach geologicznych,
- bilansowania zdolności przerobowej maszyn i urządzeń wiertniczych i geofizycznych oraz ich typizacji i norm pracy,
- ustalania potrzeb i opiniowania kierunków produkcji krajowej i importu maszyn i urządzeń wiertniczych i geofizycznych,
- ustalania cen i cenników na prace geologiczne oraz wskaźników kosztorysowych a także sprawy umów i rozliczeń za prace górnicze,
- zgłaszania wniosków w sprawach ilości, zasad rozmieszczania i kwalifikacji kadr geologicznych i wiertniczych,
- inicjowania i organizowania współpracy naukowo-technicznej i gospodarczej  z zagranicą,
- reprezentowania polskiej służby geologicznej za granicą.

## Kierowanie Urzędem
Na czele Urzędu stał Prezes, który podlegał Prezesowi Rady Ministrów.